# Liga Española de Lacrosse 2 2014-15
La Liga Española de Lacrosse 2 2014/15 o LEL 2 2014/15 fue la 2ª edición de la competición de segunda categoría del Lacrosse en España, tras tres años de existencia de la primera categoría.
En esta competición participaron un total de 8 equipos, divididos en dos grupos (Centro y Este) de 4 equipos cada grupo. Los dos mejores de ambos grupos jugarían el Final Four, unos PlayOffs para decidir el ganador de la competencia.
La mayoría de los equipos que disputaron esta competición ya habían jugado en la LEL en ediciones anteriores.

## Sistema de competición
El sistema de competición es de liguilla. Cada equipo se enfrenta al resto de su grupo un total de dos veces consiguiendo una serie determinada de puntos que le colocarán en una posición dentro de la tabla de su grupo. Si al final de la fase regular ocupa el primer o el segundo puesto de su tabla podrá optar al título de liga.
Adicionalmente, los equipos pueden perder puntos por cancelar un partido. Los puntos perdidos por cada partido son iguales a los que se ganan por una victoria.

## Equipos

### Grupo 1
| Equipo                                                       | Ciudad  | Estadio | Entrenador | Mapa                                                               |
| ------------------------------------------------------------ | ------- | ------- | ---------- | ------------------------------------------------------------------ |
| Arcas Lax                                                    | Cuenca  | ?       | ?          | \| Arcas Lax Madrid Lacrosse B Montes Lacrosse Sevilla Lacrosse \| |
| Madrid Lacrosse B                                            | Madrid  | ?       | ?          | \| Arcas Lax Madrid Lacrosse B Montes Lacrosse Sevilla Lacrosse \| |
| Montes Lacrosse                                              | Madrid  | ?       | ?          | \| Arcas Lax Madrid Lacrosse B Montes Lacrosse Sevilla Lacrosse \| |
| Sevilla Lacrosse                                             | Sevilla | ?       | ?          | \| Arcas Lax Madrid Lacrosse B Montes Lacrosse Sevilla Lacrosse \| |
| Arcas Lax Madrid Lacrosse B Montes Lacrosse Sevilla Lacrosse |         |         |            |                                                                    |

### Grupo 2
| Equipo                                                                     | Ciudad    | Estadio | Entrenador | Mapa                                                                             |
| -------------------------------------------------------------------------- | --------- | ------- | ---------- | -------------------------------------------------------------------------------- |
| Alicante Barefoots                                                         | Alicante  | ?       | ?          | \| Alicante Barefoots Barcelona Bandits A Barcelona Bandits B Valencia Eagles \| |
| Barcelona Bandits A                                                        | Barcelona | ?       | ?          | \| Alicante Barefoots Barcelona Bandits A Barcelona Bandits B Valencia Eagles \| |
| Barcelona Bandits B                                                        | Barcelona | ?       | ?          | \| Alicante Barefoots Barcelona Bandits A Barcelona Bandits B Valencia Eagles \| |
| Valencia Eagles                                                            | Valencia  | ?       | ?          | \| Alicante Barefoots Barcelona Bandits A Barcelona Bandits B Valencia Eagles \| |
| Alicante Barefoots Barcelona Bandits A Barcelona Bandits B Valencia Eagles |           |         |            |                                                                                  |

## Clasificación

### Grupo 1
Actualizado a últimos partidos disputados el 15 de marzo de 2015.
|  |    | Equipos                   |  | PJ | PG | PE | PP | PF | PC | Dif | Pts | Can. | Final |
|  | -- | ------------------------- |  | -- | -- | -- | -- | -- | -- | --- | --- | ---- | ----- |
|  | 1. | Sevilla Lacrosse          |  | 3  | 3  | 0  | 0  | 29 | 11 | +18 | 12  | 0    | 12    |
|  | 2. | Box Componentes Arcas Lax |  | 3  | 2  | 0  | 1  | 18 | 22 | -4  | 8   | 0    | 8     |
|  | 3. | Madrid Lacrosse B         |  | 3  | 1  | 0  | 2  | 15 | 17 | -2  | 4   | 0    | 4     |
|  | 4. | Montes Lacrosse           |  | 3  | 0  | 0  | 3  | 11 | 23 | -12 | 0   | 0    | 0     |

### Grupo 2
Actualizado a últimos partidos disputados el sin actualizar.
|  |    | Equipos             |  | PJ | PG | PE | PP | PF | PC | Dif | Pts | Can. | Final |
|  | -- | ------------------- |  | -- | -- | -- | -- | -- | -- | --- | --- | ---- | ----- |
|  | 1. | Barcelona Bandits B |  | 0  | 0  | 0  | 0  | 0  | 0  | 0   | 0   | 0    | 0     |
|  | 2. | Alicante Barefoots  |  | 0  | 0  | 0  | 0  | 0  | 0  | 0   | 0   | 0    | 0     |
|  | 3. | Barcelona Bandits A |  | 0  | 0  | 0  | 0  | 0  | 0  | 0   | 0   | 0    | 0     |
|  | 4. | Valencia Eagles     |  | 0  | 0  | 0  | 0  | 0  | 0  | 0   | 0   | 0    | 0     |

## Resultados

### Fase Regular
Jornada 1
Centro
| 7 de marzo de 2015 | Sevilla Lacrosse | 10 - 3 | Montes Lacrosse |                                 |  |
|                    |                  |        |                 | Asistencia: ?? ??? espectadores |  |

| 7 de marzo de 2015 | Madrid Lacrosse B | 5 - 7 | Arcas Lax |                                 |  |
|                    |                   |       |           | Asistencia: ?? ??? espectadores |  |

| 7 de marzo de 2015 | Montes Lacrosse | 6 - 9 | Arcas Lax |                                 |  |
|                    |                 |       |           | Asistencia: ?? ??? espectadores |  |

| 7 de marzo de 2015 | Madrid Lacrosse B | 6 - 8 | Sevilla Lacrosse |                                 |  |
|                    |                   |       |                  | Asistencia: ?? ??? espectadores |  |

| 8 de marzo de 2015 | Madrid Lacrosse B | 4 - 2 | Montes Lacrosse |                                 |  |
|                    |                   |       |                 | Asistencia: ?? ??? espectadores |  |

| 8 de marzo de 2015 | Sevilla Lacrosse | 11 - 2 | Arcas Lax |                                 |  |
|                    |                  |        |           | Asistencia: ?? ??? espectadores |  |

Este
| 22 de marzo de 2015 | Valencia Eagles | 8 - 10 | Barcelona Bandits B |                                 |  |
|                     |                 |        |                     | Asistencia: ?? ??? espectadores |  |

| 22 de marzo de 2015 | Barcelona Bandits A | 5 - 9 | Alicante Barefoots |                                 |  |
|                     |                     |       |                    | Asistencia: ?? ??? espectadores |  |

| 22 de marzo de 2015 | Valencia Eagles | 15 - 3 | Barcelona Bandits A |                                 |  |
|                     |                 |        |                     | Asistencia: ?? ??? espectadores |  |

| 22 de marzo de 2015 | Barcelona Bandits B | 16 - 3 | Alicante Barefoots |                                 |  |
|                     |                     |        |                    | Asistencia: ?? ??? espectadores |  |

| 22 de marzo de 2015 | Barcelona Bandits A | 4 - 7 | Barcelona Bandits B |                                 |  |
|                     |                     |       |                     | Asistencia: ?? ??? espectadores |  |

| 22 de marzo de 2015 | Valencia Eagles | 8 - 10 | Alicante Barefoots |                                 |  |
|                     |                 |        |                    | Asistencia: ?? ??? espectadores |  |

Jornada 2 (Última)
Centro
| 18 de abril de 2015: 17:30 | Sevilla Lacrosse | 9 - 4 | Madrid Lacrosse B | Centro Polideportivo La Doctora, Sevilla |  |
|                            |                  |       |                   | Asistencia: ?? ??? espectadores          |  |

| 18 de abril de 2015: 17:30 | Arcas Lax | 2 - 11 | Sevilla Lacrosse | Centro Polideportivo La Doctora, Sevilla |  |
|                            |           |        |                  | Asistencia: ?? ??? espectadores          |  |

| 18 de abril de 2015: 18:45 | Montes Lacrosse | 3 - 6 | Madrid Lacrosse B | Centro Polideportivo La Doctora, Sevilla |  |
|                            |                 |       |                   | Asistencia: ?? ??? espectadores          |  |

| 18 de abril de 2015: 18:45 | Sevilla Lacrosse | 11 - 2 | Montes Lacrosse | Centro Polideportivo La Doctora, Sevilla |  |
|                            |                  |        |                 | Asistencia: ?? ??? espectadores          |  |

| 19 de abril de 2015 | Madrid Lacrosse B | 10 - 10 | Arcas Lax | Centro Polideportivo La Doctora, Sevilla |  |
|                     |                   |         |           | Asistencia: ?? ??? espectadores          |  |

| 19 de abril de 2015 | Montes Lacrosse | 3 - 3 | Arcas Lax | Centro Polideportivo La Doctora, Sevilla |  |
|                     |                 |       |           | Asistencia: ?? ??? espectadores          |  |

### Final Four
|  | Final Four                      | Final Four |   |  | Final                           | Final |  |
|  |                                 |            |   |  |                                 |       |  |
|  | 6 de junio de 2015, Fuenlabrada |            |   |  |                                 |       |  |
|  | Valencia Eagles                 | 8          |   |  |                                 |       |  |
|  | Sevilla Lacrosse                | 11         |   |  |                                 |       |  |
|  |                                 |            |   |  |                                 |       |  |
|  |                                 |            |   |  | 6 de junio de 2015, Fuenlabrada |       |  |
|  |                                 |            |   |  | Sevilla Lacrosse                | 13    |  |
|  |                                 | Arcas Lax  | 6 |  |                                 |       |  |
|  |                                 |            |   |  |                                 |       |  |
|  |                                 |            |   |  |                                 |       |  |
|  |                                 |            |   |  |                                 |       |  |
|  | 6 de junio de 2015, Fuenlabrada |            |   |  |                                 |       |  |
|  | Arcas Lax                       | 0 • 1      |   |  |                                 |       |  |
|  | Barcelona Bandits B             | 9 • 0      |   |  |                                 |       |  |